# Pistojärvi
Pistojärvi är en sjö i Finland. Den ligger i kommunen Suomussalmi i landskapet Kajanaland, i den nordöstra delen av landet, 600 km norr om huvudstaden Helsingfors. Pistojärvi ligger 236 meter över havet. Den är 32 meter djup. Arean är 3,86 kvadratkilometer och strandlinjen är 21,01 kilometer lång. Sjön  ingår i Uleälvens huvudavrinningsområde.   Den sträcker sig 4,6 kilometer i nord-sydlig riktning, och 4,1 kilometer i öst-västlig riktning.
I övrigt finns följande i Pistojärvi:
- Tiirosaaret (en ö)

I övrigt finns följande vid Pistojärvi:
- Kivijärvi (en sjö)
- Laihia (en sjö)